# Федосеев, Фёдор Владиславович
Фёдор Владисла́вович Федосе́ев (род. 7 мая 2008, Москва) — российский актёр театра и кино.

## Биография
Фёдор Федосеев родился 7 мая 2008 года. В детстве играл в спектаклях московского драматического театре «Чудо» под руководством Ольги Ширеновой, позже — проходил обучение в школе-студии «Dетикино». В 12 лет получил награду на международном кинофестивале Cinema Kids в номинации «Лучший актёр» за снятый им короткометражный фильм «Что, если…».
Первой работой в кино для Федосеева стала роль пионера Лёвы Хлопова в сериале «Пищеблок», премьера которого состоялась в мае 2021 года в онлайн-кинотеатре «Кинопоиск». При этом, по словам продюсера сериала Ивана Самохвалова, Федосеев мог сыграть и главного героя сериала, Валерку Лагунова: «И Петя, и Фёдор оба пробовались на две главные детские роли. И оба подходили и на протагониста, и на антагониста. В итоге всё решила фактура: Натаров всё-таки ближе к европейскому типажу». 
За работу в первом сезоне «Пищеблока» Фёдор Федосеев в январе 2022 году попал в лонг-лист премии АПКиТ в номинации «Лучший актёр второго плана в сериале», а в январе 2024 года, за работу во втором сезоне, вошёл в лонг-лист этой же премии в номинации «Лучший актёр сериала».

## Фильмография

### Роли в кино
| Год       |     | Название                            | Роль                      |
| --------- | --- | ----------------------------------- | ------------------------- |
| 2021—2023 | с   | Пищеблок                            | Лёва Хлопов               |
| 2021      | кор | Вкус                                | Артём                     |
| 2021      | с   | Контакт                             | Поршнев                   |
| 2021      | с   | СашаТаня                            | подросток                 |
| 2021—2022 | с   | Триггер                             | Слава в детстве           |
| 2022      | ф   | 1941. Крылья над Берлином           | мальчишка                 |
| 2022      | тф  | Доктор Иванов. Мать и сын           | Димка                     |
| 2022      | кор | Ловец                               | Андрей                    |
| 2022      | ф   | Тибра                               | Гвоздь, младший брат Юрия |
| 2022      | с   | Скорая помощь (5-й сезон)           | Вадик                     |
| 2023      | с   | Стрим                               | Подросток                 |
| 2023      | с   | Фишер                               | Степан Козырев            |
| 2023      | с   | Моя мама — шпион!                   | Дэн                       |
| 2023      | ф   | Кукольник                           | Бобёр                     |
| 2023      | тф  | Пищеблок: Экстра                    | камео                     |
| 2023      | с   | Галя, у нас отмена!                 | воришка                   |
| 2024      | тф  | Самогон                             | Самогон в детстве         |
| 2024      | с   | Панчер                              | Пеганов                   |
| 2024      | с   | Лихие                               | Антон                     |
| 2024      | с   | Как приручить лису (в производстве) | Артём                     |
| 2025      | ф   | Финал (в производстве)              | Владимир                  |

### Озвучивание
| Год  |    | Название    | Роль |
| ---- | -- | ----------- | ---- |
| 2021 | мф | Петя и Рекс | Петя |